# Arthur Friedenreich
Arthur Friedenreich da Silva Santos (São Paulo, 18 de julio de 1892-São Paulo, 6 de septiembre de 1969) fue un futbolista brasileño que jugaba como delantero. Según diversas fuentes, pudo ser el futbolista que más goles anotó en la historia con 1329, por encima de los 1284 de Pelé en etapa profesional, si bien ha sido cuestionado con frecuencia debido a la dificultad de la corroboración de los datos.
Es señalado como el primer impulsor del considerado décadas después como «fútbol samba», o «escuela brasileña», caracterizado por ser un estilo ofensivo de regates y dominio del balón, a diferencia del aún vigente foot-ball táctico inglés en todo el mundo. Brasil, y en concreto Friedenreich, ofreció una variante al estático juego desarrollado desde la implantación del deporte británico, como imagen de los irreverentes muchachos de los suburbios, de fantasía y vistosidad: el origen del «jogo bonito». Pelé y Didí, ya en el profesionalismo, fueron su otros grandes exponentes, en contraposición al fútbol de etnia europea aún predominante en aquella Brasil.

## Trayectoria

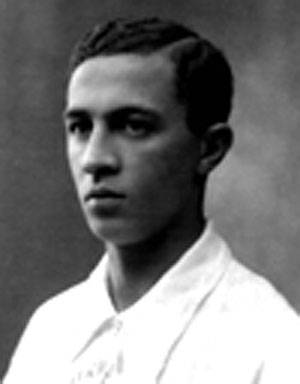
Arthur Friedenreich cuando era joven.

Conocido como «El Tigre» o «El mulato de ojos verdes», Friedenreich nació en São Paulo, hijo de Oscar —un empresario alemán cuyo padre emigró a Brasil— y Mathilde —una mujer negra brasileña que trabajaba como lavandera, hija de esclavos liberados—. Friedenreich fue el primer jugador de fútbol profesional de origen afro-brasileño, durante una época en que el fútbol era dominado por blancos, y los negros no eran aceptados. Se enfrentó a muchos obstáculos como consecuencia del racismo, y no podía asistir a los mismos lugares que los jugadores blancos, como piscinas, pistas de tenis y fiestas.
Comenzó su carrera influenciado por su padre, jugando para SC Germânia, un equipo de fútbol brasileño compuesto por inmigrantes alemanes. Después de jugar con una sucesión de lados del club Sao Paulo a partir de 1910, Friedenreich hizo su debut con el equipo nacional en 1914.
Jugó en varios clubes de Brasil. Fue goleador del Campeonato Paulista en 1912, 1914, 1917, 1918, 1919, 1921, 1927, 1928 y 1929. Con Paulistano ganó la Copa dos Campeões Estaduais 1920 y los Campeonatos Paulistas de 1918, 1919, 1921, 1926, 1927 y 1929, mientras que con São Paulo ganó el Campeonato Paulista en 1931. En 1925 en una gira en Europa, donde debutaron venciendo a la selección de Francia 7 a 2, de los 9 partidos que disputaron ganaron 8 y perdieron 1, Friedenreich anotó 11 goles en total y fue apodado como el «Rey del fútbol» o «Rey de reyes».
Arthur hizo su debut en la selección nacional en 1914 con la que participó en 22 encuentros internacionales, ganando la Copa Roca 1914, la Copa América 1919 (también fue goleador y anotó en los tiempos extra en la final el gol del título) y la Copa América 1922. Con la selección de Brasil disputó en total cuatro Copas Américas (entonces llamadas Campeonato Sudamericano de Selecciones) en 1916, 1919, 1922 y 1925. Con la camiseta de su selección se presume anotó 10 goles.
No pudo jugar el Mundial de 1930 por diferencias entre las ligas de fútbol de los estados de Río de Janeiro y São Paulo que ocasionaron que solo fueran al mundial futbolistas de Río de Janeiro, y además una fractura de tibia en una de sus piernas empeoró aún más las cosas.
En su último partido con su selección, se enfrentaron Brasil y River Plate, el marcador fue 2-1 a favor de la selección brasileña.
Se retiró en julio de 1935 a la edad de 43 años, cuando jugaba para el Flamengo.
Falleció el 6 de septiembre de 1969, a la edad de 77 años.

## Estilo de juego
Para el periodista Edson Leite, en 1947, Friedereich era una "figura casi excéntrica", un "muchacho delgado y ágil".  El Jornal do Brasil de 1914 describía a Friedenreich, de 22 años y al principio de su carrera, como un "interior derecho": "Es un excelente futbolista para cualquier posición. Es extraordinariamente ágil y tiene un disparo extremadamente preciso con ambos pies, y es quizás el delantero que ofrece más peligro a los porteros."
Según el Diário Carioca en un análisis de 1957, Fried también volvería a distribuir el juego: "Friedenreich, en partidos difíciles, jugó largos minutos como segundo delantero. Cualquiera que viera a Schiaffino quitarnos el cráneo en el Mundial debe haber apreciado esta multiplicidad de habilidades". Correio da Manhã destaca la actuación de Friedenreich en el partido Fla-Flu de 1934 como "un pivote ofensivo" que "no paró ni un solo minuto".
Durante la gira del equipo paulistano por Francia en 1925, Fried se ganó los elogios de la prensa europea: "Su juego combinativo es extraordinario y sublime". El periodista sueco Torsten Tegnér, redactor de la revista deportiva Idrottsbladet, afirmó que Fried manejaba el balón mejor que José Leandro Andrade y era superior a György Orth: "Friedenreich es el mejor delantero centro que he visto jugar".
En una entrevista concedida a Globo Sportivo en 1940, Guillermo Stábile afirmó que Arthur Friedenreich era uno de los cinco mejores jugadores que había visto jugar junto a Gabino Sosa, José Piendibene, György Sárosi y Matthias Sindelar. En una encuesta realizada por la prensa paulista en 1948, fue elegido mejor jugador brasileño de todos los tiempos.

## Registros de goles
Debido a la precariedad del sistema de estadísticas del fútbol en la época que jugó, no se sabe con exactitud la cantidad de goles que anotó Friedenreich. Se debate si sería el futbolista que más goles anotó en la historia, comparándolo con Pelé de quien se registran 1284 goles, de los cuales la IFFHS le reconoce 541 como oficiales en primera división.
Según medios brasileños, los goles de Arthur Friedenreich en sus inicios eran registrados por su padre Oscar desde que comenzó a actuar, en 1918 se le confía la tarea a su colega centro delantero Mario de Andrade, que lo hizo por más de 17 años.
En 1962 Mario de Andrade dijo tener todas las fichas de todos los juegos de Friedenreich. Se menciona que esas cifras habrían sido que anotó 1239 goles en 1329 partidos. Sin embargo Andrade murió sin mostrar esas fichas.
El periodista De Vaney decidió revelar los datos, y los números que manifestó fueron que anotó 1329 goles en 1239 partidos, presumiéndose que por error invirtió los números de Mario de Andrade. Las cifras dadas por De Vaney fueron incluidas en el libro Los Gigantes de fútbol de Brasil, de Juan Marcos y Max de Castro en 1965, además de en otros libros y enciclopedias, recorriendo así el mundo. Incluso se suelen aceptar como oficiales estas cifras, siendo así Arthur Friedenreich considerado el máximo goleador en la historia del fútbol.
También algunos medios afirman que anotó 1354 goles, y otros que fueron 1379 goles.
Pero sea cual sea el resultado total de la cantidad de los goles que haya hecho según los resultados de diversos medios, 1329 o 1354 o 1379, Arthur Friedenreich es el futbolista que más goles hizo.
En RSSSF, Alexandre da Costa dio a conocer los registros de los juegos de Friedenreich incluidos en los diarios "Correo Paulistano" y "O Estado de S.Paulo", habiendo registrado estos diarios que anotó 557 goles en 562 partidos, lo que da a un promedio de gol de 0,99 por partido (mayor que el de Pelé que es de 0,93).
En Fried vs Pelé escrito por Duarte Filho y Severino, se tratan otros números, 558 goles en 562 partidos, por lo tanto un promedio de gol de 0,99 por partido.
En el texto Memorial São Paulo Futebol Clube ponen como cifra 105 goles en 125 partidos; en estas cifras al parecer estarían considerando solo los goles que anotó en São Paulo, donde jugó de 1930 a 1935.
La IFFHS le reconoce 354 goles en 323 partidos oficiales en primera división, teniendo un promedio de gol de 1,11 por partido, siendo junto a Bernabé Ferreyra y Valeriano López, uno de los tres delanteros latinoamericanos que anotaron más goles que partidos jugados, y Friedenreich es el que tiene el mejor promedio de gol.

## Clubes
| Club            | País                    | Año     |
| --------------- | ----------------------- | ------- |
| S. C. Germânia  | São Paulo - Brasil      | 1909    |
| C. A. Ypiranga  | São Paulo - Brasil      | 1910    |
| S. C. Germânia  | São Paulo - Brasil      | 1911    |
| Mackenzie       | São Paulo - Brasil      | 1912    |
| C. A. Ypiranga  | São Paulo - Brasil      | 1913    |
| Americano       | São Paulo - Brasil      | 1913    |
| C. A. Ypiranga  | São Paulo - Brasil      | 1914-15 |
| Payssandu       | São Paulo - Brasil      | 1915-16 |
| Paulistano      | São Paulo - Brasil      | 1916    |
| C. A. Ypiranga  | São Paulo - Brasil      | 1917    |
| C. R. Flamengo  | Río de Janeiro - Brasil | 1917    |
| Paulistano      | São Paulo - Brasil      | 1917-29 |
| Inter-SP        | São Paulo - Brasil      | 1929    |
| Santista        | São Paulo - Brasil      | 1929    |
| Santos F. C.    | São Paulo - Brasil      | 1929    |
| São Paulo F. C. | São Paulo - Brasil      | 1930-35 |
| Santos F. C.    | São Paulo - Brasil      | 1935    |
| C. R. Flamengo  | Río de Janeiro - Brasil | 1935    |

## Palmarés

### Campeonatos regionales
| Título                      | Club       | País      | Año  |
| --------------------------- | ---------- | --------- | ---- |
| Campeonato Paulista         | Paulistano | São Paulo | 1918 |
| Campeonato Paulista         | Paulistano | São Paulo | 1919 |
| Copa dos Campeões Estaduais | Paulistano | Brasil    | 1920 |
| Campeonato Paulista         | Paulistano | São Paulo | 1921 |
| Campeonato Paulista         | Paulistano | São Paulo | 1926 |
| Campeonato Paulista         | Paulistano | São Paulo | 1927 |
| Campeonato Paulista         | Paulistano | São Paulo | 1929 |
| Campeonato Paulista         | São Paulo  | São Paulo | 1931 |

### Campeonatos internacionales
| Título       | Equipo | Sede      | Año  |
| ------------ | ------ | --------- | ---- |
| Copa Roca    | Brasil | Argentina | 1914 |
| Copa América | Brasil | Brasil    | 1919 |
| Copa América | Brasil | Brasil    | 1922 |

### Distinciones individuales
| Distinción                              | Equipo     | Año  |
| --------------------------------------- | ---------- | ---- |
| Goleador del Campeonato Paulista        | Mackenzie  | 1912 |
| Goleador del Campeonato Paulista        | Paulistano | 1914 |
| Goleador del Campeonato Paulista        | Ypiranga   | 1917 |
| Mejor delantero del Campeonato Paulista | Paulistano | 1918 |
| Goleador de la Copa América             | Brasil     | 1919 |
| Mejor jugador de la Copa América        | Brasil     | 1919 |
| Goleador del Campeonato Paulista        | Paulistano | 1919 |
| Goleador del Campeonato Paulista        | Paulistano | 1921 |
| Goleador del Campeonato Paulista        | Paulistano | 1927 |
| Goleador del Campeonato Paulista        | Paulistano | 1928 |
| Goleador del Campeonato Paulista        | Paulistano | 1929 |

## Estadísticas
| Año  | Selección           | Torneo                  | Edición | Partidos | Goles | Asistencias |
| ---- | ------------------- | ----------------------- | ------- | -------- | ----- | ----------- |
| 1916 | Selección Brasileña | Campeonato Sudamericano | 1916    | 3        | 1     | 1           |
| 1919 | Selección Brasileña | Campeonato Sudamericano | 1919    | 4        | 4     | 4           |
| 1922 | Selección Brasileña | Campeonato Sudamericano | 1922    | 2        | 0     | 0           |
| 1925 | Selección Brasileña | Campeonato Sudamericano | 1925    | 4        | 2     | 2           |

Fuentes: Big Soccer 